# 宋沂
宋沂（1490年—？），字希曾，號春泉，直隸河間府靜海縣人，匠籍，明朝政治人物。

## 生平
順天府鄉試第四十七名舉人。正德十二年（1517年）中式丁丑科會試第六十五名，登第三甲第一百名進士。工部观政，授山东陽穀縣知县。十五年任浙江长兴县知县。擢升主事、员外郎、郎中，出为漢陽府知府，致仕。

## 家族
曾祖宋寬；祖父宋鳳，贈兵部主事；父宋鏜，曾任光祿寺少卿。母岳氏（封安人）。具庆下。兄宋泮、弟宋洙。